# Nordzucker
A braunschweigi székhelyű Nordzucker AG Európa második legnagyobb cukorgyártó vállalata. Tulajdonosai a Nordzucker Holding AG (76,23%), Union-Zucker Südhannover GmbH (10,82%) és a Nordharzer Zucker AG (7,83%), illetve 5,12%-nyi részvény a kisrészvényesek kezében van. Fő versenytársával, a Südzuckerrel ellentétben, a Nordzucker tőzsdén nem jegyzett.
A 2011/12-s üzleti évben 17,9 millió tonna cukorrépából 2,9 millió tonna cukrot gyártott. Ugyanebben az időszakban árbevétele 2,018 milliárd euró, mérleg szerinti nyeresége 208 millió euró volt.

## Története
A cég 1997-ben alakult a Braunschweiger Zuckerverbund Nord AG (ZVN) és az uelzeni Zucker-Aktiengesellschaft Uelzen-Braunschweig (ZAG) egyesülésével. 1998-ban lépett be tulajdonosként a szlovákiai, 1999-2000-ben a lengyelországi cukorgyártásba. 2003-ban a nordstemmeni Union-Zucker AG a konszern részévé vált.
2003-ban többségi részesedést szerzett a hatvani, szerencsi és szolnoki cukorgyárakban. 2006-ban vegyesvállalatot alapítottak a szerbiai MK Commerce céggel, amely a bácsi, antalfalvi, pecsincei és verbászi cukorgyárakkal a szerb cukorpiac 40%-át fedte le.
2007 decemberében kezdett működni a Nordzucker 100%-os tulajdonában levő fuel 21 GmbH & Co. KG cég (Klein Wanzleben), amely Németországban elsőként használt cukorrépát a bioetanolgyártás alapanyagául.

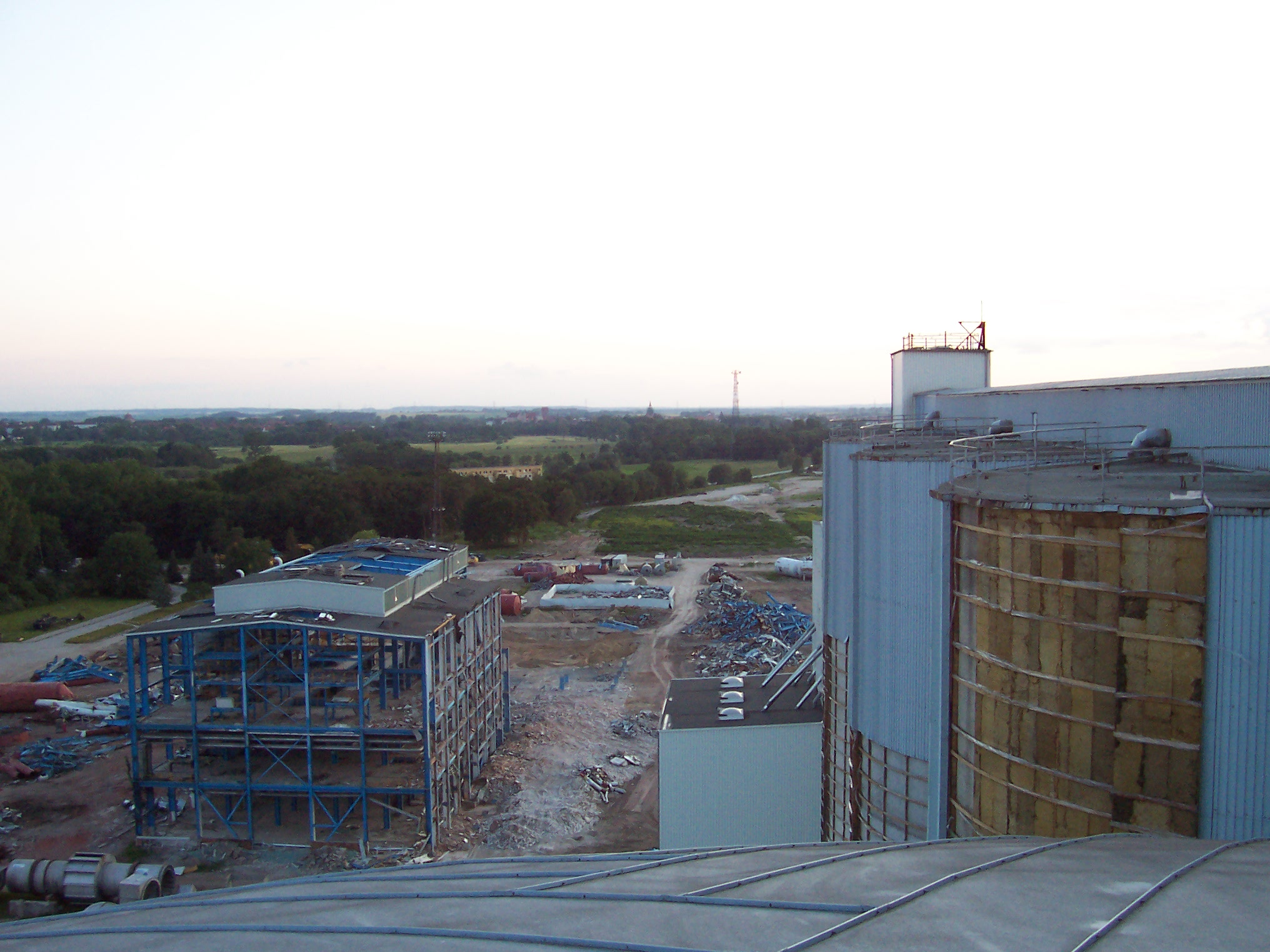
A güstrowi cukorgyár bontása

2009 márciusában a Nordzucker megvásárolta a dán Daniscótól a cukoripari divízióját, amely dániai, svédországi, finnországi és litvániai cukoripari vállalatokból állt. 2009 októberében teljesen átvette a 2006 óta az ír Greencore-val közös kereskedelmi cégét, a Sugarpartnert. 2010-ben a szerbiai érdekeltséget eladták.
2011-től a malajziai PureCircle-vel közösen létrehozták a koppenhágai székhelyű NP Sweet-et, amely a növényi stevia édesítőszerrel foglalkozik.
A cég a története során több telephelyet bezárt, részben gazdaságossági okokból, részben az európai cukorrendtartás reformja következtében: Königslutter (1998), Lehrte (1999), Nagysurány (2000), Baddeckenstedt, (2001), Szamotuly (2002), Melno (2002), Wschowa (2002) Schleswig (2003), Hatvan (2004), Nagyszombat (2004) Wierthe (2005), Salo (2006), Güstrow (2007), Panevezys (2007), Szolnok (2007), Szerencs (2008).

## Telephelyei
A 2011/12-es üzleti év végén a Nordzucker AG az alábbi telephelyekkel rendelkezett:
| Ország            | Cukorgyár                                          | Cukorfinomító | Egyéb                                                |
| ----------------- | -------------------------------------------------- | ------------- | ---------------------------------------------------- |
| AUT Ausztria      |                                                    |               | Bécs                                                 |
| DNK Dánia         | Nakskov Nykøbing                                   |               | Koppenhága                                           |
| FIN Finnország    | Säkylä                                             | Kantvik       |                                                      |
| HUN Magyarország  |                                                    |               | Hatvan                                               |
| IRL Írország      |                                                    |               | Dublin                                               |
| LTU Litvánia      | Kèdainiai                                          |               | Vilnius                                              |
| POL Lengyelország | Opalenica Chelmza                                  | Chelmza       |                                                      |
| GER Németország   | Clauen Klein Wanzleben Nordstemmen Schladen Uelzen |               | Braunschweig Groß Munzel Nordstemmen Klein Wanzleben |
| SWE Svédország    | Örtofta                                            | Arlöv         |                                                      |
| SVK Szlovákia     | Trenčianska Teplá                                  |               |                                                      |